# Pacific Park
Pacific Park – rodzinny park rozrywki w Santa Monica w Kalifornii.
Park położony na Santa Monica Pier, zwrócony jest w stronę Oceanu Spokojnego, w kierunku na Catalina Island. Wśród 12 różnych karuzel znajduje się diabelski młyn, z którego roztacza się widok na Ocean Spokojny oraz na miasto Santa Monica.